# フレンチ・キス (映画)
『フレンチ・キス』（French Kiss）は、1995年のアメリカ映画。

## 概要
フランスを舞台にくり広げられるメグ・ライアン主演のロマンティック・コメディ。劇中ではフランス俳優のフランソワ・クリュゼが詐欺師役を演じた。最初反発心を覚えさせるフランス男をアメリカ人のケヴィン・クラインが演じているが、フランス語を披露し、しかもエンディングの「ラ・メール」も彼自身が歌った。ローレンス・カスダン監督とケヴィン・クラインのコンビは5度目である。

## あらすじ
真面目で優しい医師で恋人でもあるチャーリー（ティモシー・ハットン）と婚約中のケイト（メグ・ライアン）は、突然幸せの絶頂から奈落の底へ突き落とされる。何とチャーリーから電話で”好きな女性ができてしまったから君と別れたい”と言うのだ。当然、今までどこにも一切の落ち度なくやってきたケイトはショックで、当然納得がいくわけがない。彼の突然の心変わりに困惑しながらも、パリへ行って恋人の奪回を決意するが、ケイトは飛行機が大の苦手だった。機内では彼を奪った憎っくきフランス人女と同じフランス語を喋るフランス男と同席する破目に。しかもその男（ケビン・クライン）は婚約者と正反対の無骨で無神経な男だったから増々フランス人が大嫌いになるばかり。フランスに着いたら着いたでそこでもトラブル。何とチャーリーと彼を奪った美しいパリジェンヌと一緒にエレベーターに乗っている決定的現場を見てしまい、ショックで気絶している間にスリには遭うわで、てんやわんや。パリで次々とケイトに襲い掛かる災難。そこへまたあの男が現れるが･･･。

## スタッフ
- 製作総指揮：チャールズ・オークン
- 製作：メグ・ライアン、ティム・ビーヴァン、エリック・フェルナー、キャスリン・ギャラン
- 監督：ローレンス・カスダン
- 脚本：アダム・ブルックス
- 撮影：オーウェン・ロイズマン
- 音楽：ジェームズ・ニュートン・ハワード
- 音楽監修：ペーター・アフターマン

## キャスト
| 役名                         | 俳優                 | 日本語吹き替え | 日本語吹き替え | 日本語吹き替え |
| 役名                         | 俳優                 | ソフト版       | 日本テレビ版   |                |
| ---------------------------- | -------------------- | -------------- | -------------- | -------------- |
| ケイト                       | メグ・ライアン       | 日野由利加     | 松井菜桜子     |                |
| リュック・テシエ             | ケヴィン・クライン   | 大塚明夫       | 菅生隆之       |                |
| ジャン＝ポール・カルドン刑事 | ジャン・レノ         | 大友龍三郎     | ブラザートム   |                |
| チャーリー                   | ティモシー・ハットン | 谷口節         | 堀内賢雄       |                |
| 詐欺師のボブ                 | フランソワ・クリュゼ | 中村秀利       | 安原義人       |                |
| ジュリエット                 | スーザン・アンビー   | 小山裕香       | 折笠愛         |                |

- 日本テレビ版 - 初放送1997年10月31日 『金曜ロードショー』

## 音楽
- ヴァン・モリソン 「Someone like You」
- ビューティフル・サウス 「ドリーム・ア・リトル・ドリーム」 - エンゾ・エンゾの「夢の中の愛」をカヴァーしたものである。ちなみにエンゾ・エンゾのクレジットは別名義になっている。
- ケヴィン・クライン 「ラ・メール」